# (16705) Reinhardt
(16705) Reinhardt (1995 EO8) – planetoida z pasa głównego asteroid okrążająca Słońce w ciągu 3,91 lat w średniej odległości 2,48 j.a. Odkryta 4 marca 1995 roku.